# Rybitwa różowa
Rybitwa różowa (Sterna dougallii) – gatunek średniego, wędrownego ptaka wodnego z rodziny mewowatych (Laridae). Nie jest zagrożony wyginięciem.

## Występowanie i podgatunki
Zamieszkuje wyspy i wybrzeża zachodniej Europy, Afryki, Ameryki Północnej, Środkowej i północnej części Ameryki Południowej, południowej i południowo-wschodniej Azji, Australii i Oceanii. Wyróżnia się 5 podgatunków:
- Sterna dougallii dougallii – wschodnie wybrzeże Ameryki od Nowej Szkocji po północną Wenezuelę oraz Antyle, Azory, północno-zachodnią Europę (głównie brytyjskie i irlandzkie wybrzeża, oraz na Półwyspie Bretońskim), wschodnią i południową Afrykę. Ptaki amerykańskie zimują głównie na środkowym Atlantyku, a populacja europejska i wysp wschodniego Atlantyku – na wybrzeżach Afryki Zachodniej.

Do Polski na wybrzeża rybitwa różowa zalatuje wyjątkowo (4 stwierdzenia do 2015), nie gniazduje.
- Sterna dougallii arideensis – od Seszeli po Madagaskar i Rodrigues.
- Sterna dougallii korustes – Cejlon, Andamany i Archipelag Mergui.
- Sterna dougallii bangsi – wybrzeża Morza Arabskiego, wybrzeża Chin, Wyspy Riukiu, od Tajwanu po Wielkie Wyspy Sundajskie, Nowa Gwinea, Wyspy Salomona, Nowa Kaledonia i Fidżi. Być może również Wyspy Kokosowe.
- Sterna dougallii gracilis – Moluki i Australia.

## Charakterystyka

### Wygląd
Brak wyraźnego dymorfizmu płciowego. W upierzeniu godowym wierzch głowy i kark czarny, grzbiet bladopopielaty, wierzch skrzydeł popielaty, końcówki czarne, reszta ciała biała. Sterówki zewnętrzne długiego i rozwidlonego ogona silnie wydłużone, dłuższe od skrzydeł. Widać to dobrze, gdy ptaki siedzą na gniazdach. Na piersi i brzuchu różowy nalot (stąd wzięła się nazwa gatunkowa). Cienki dziób czarny o czerwonej nasadzie (ilość czerwieni na dziobie zależy od podgatunku i pory roku), nogi czerwone, różowe lub pomarańczowe. W szacie spoczynkowej czoło bieleje, a czarna czapeczka sięga tylko do karku. Osobniki młodociane mają białe czoło i ciemne plamy na wierzchu skrzydeł, grzbiecie i tylnej krawędzi ogona. Nogi i dziób czarne.
Pod względem wielkości i kształtu podobna do rybitwy rzecznej, szybciej jednak macha ogonem. Młode rybitwy różowej różnią się od tego drugiego ptaka ciemnymi głowami, brakiem ciemnych plam na barkach i ciemnymi pasami na końcach skrzydeł, które są widoczne od spodu. Dorosłe są z wierzchu jaśniejsze od rybitwy rzecznej i popielatej.

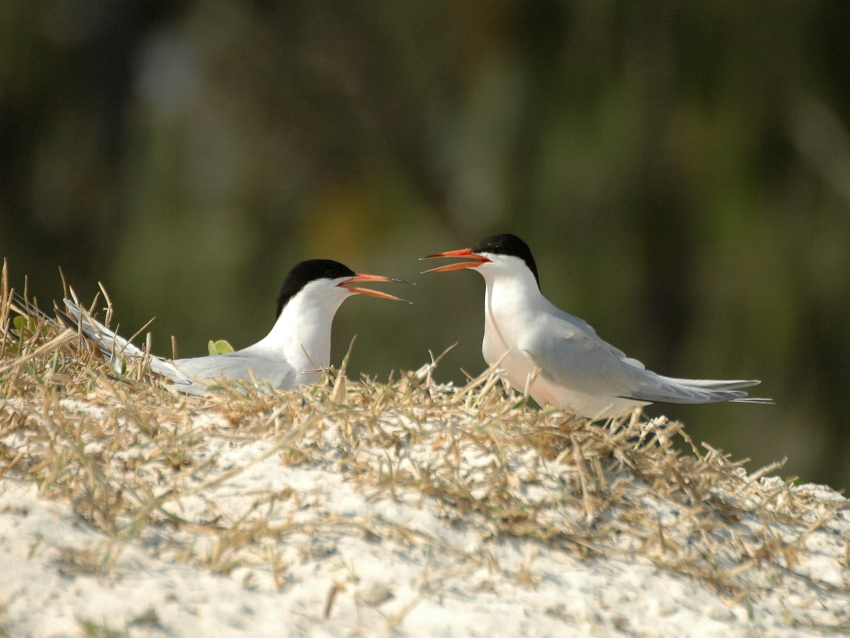
Para rybitw różowych, Australia

### Wymiary średnie
długość ciała ok. 35–40 cm
rozpiętość skrzydeł ok. 70–80 cm
masa ciała ok. 90–125 g

### Głos
Typowe odgłosy rybitwy różowej to dźwięczne „aaah” lub ciche „tczu-ik”.

## Biotop
Morskie wybrzeża. Kolonie zakłada na piaszczystych i skalistych wybrzeżach i wysepkach.

## Okres lęgowy

### Gniazdo
Na lęgowiska przylatują późno w porównaniu z innymi rybitwami i składają jaja dopiero pod koniec maja i na początku czerwca. Gniazdo lokowane w piaszczystym zagłębieniu. To niegłęboka, nieosłonięta niczym jamka wygrzebana w piasku lub twardej nieporośniętej ziemi. Tworzy kolonie położone blisko wody, często w połączeniu z innymi gatunkami rybitw, czasem z mewą śmieszką.

### Jaja

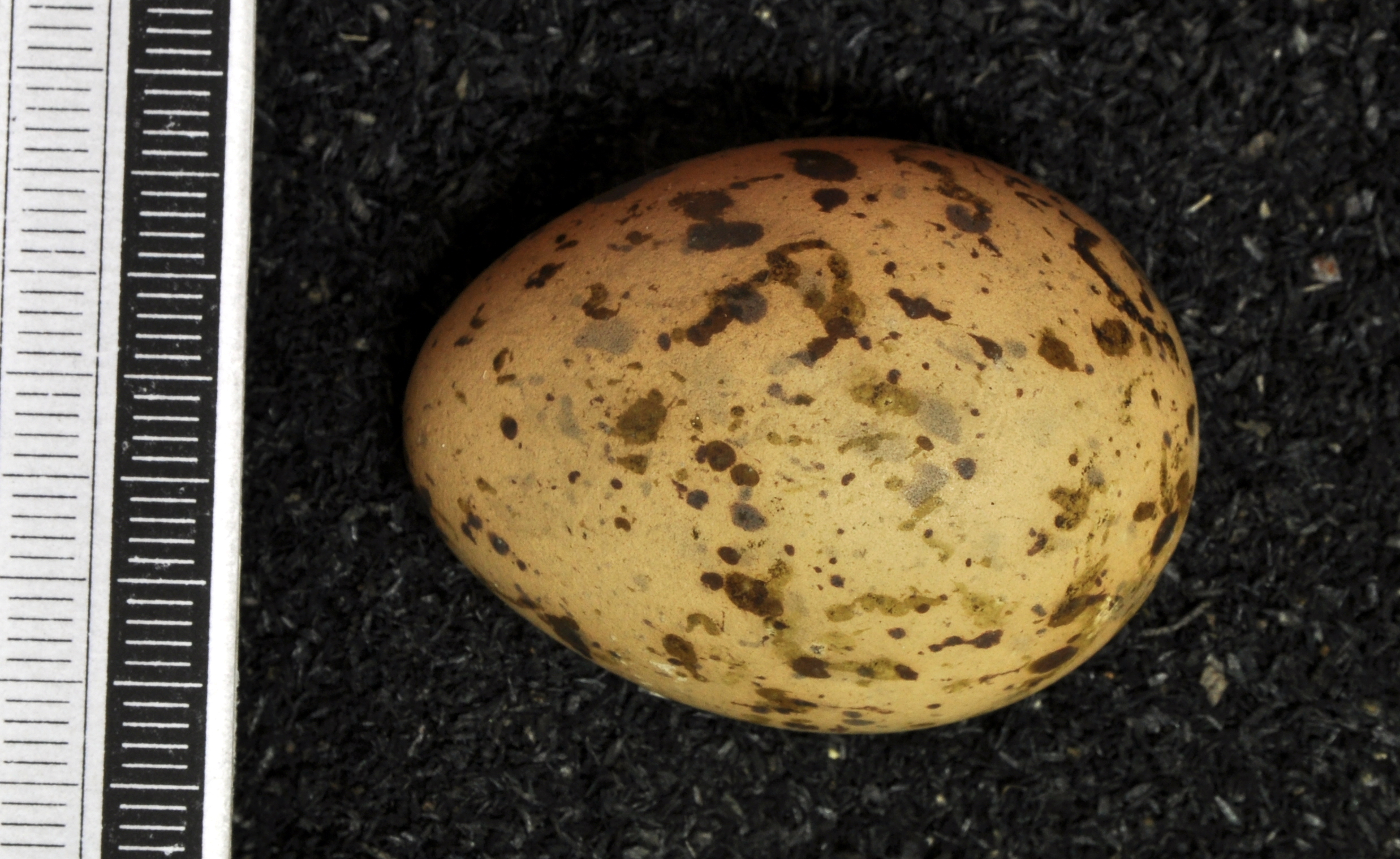
Jajo z kolekcji muzealnej

W ciągu roku wyprowadza jeden lęg (w razie utraty lęg może zostać powtórzony), składając w maju – sierpniu (półkula północna) 2–3 piaskowożółte jaja o średniej masie około 16 g. Mają więcej plamek niż jaja innych rybitw.

### Wysiadywanie i dorastanie
Jaja składane w odstępach 2–3 dni wysiadywane są od zniesienia pierwszego jaja przez okres 22–25 dni. Rodzice karmią młode przez miesiąc. Przynoszą im małe ryby, owady, mięczaki i skorupiaki. Pisklęta mają bardzo gęsty puch. Opuszczają gniazdo po 3–7 dniach. Usamodzielniają się w wieku 25–28 dni. Kiedy młode dorastają, rybitwy, zarówno stare i młode, zbierają się w stada i odlatują pod koniec lipca i w sierpniu na zimowiska.

## Pożywienie
Głównie drobne ryby uzupełnione wodnymi i lądowymi bezkręgowcami.
W czasie złej pogody gdy ryby schodzą na głębsze wody, mogą kraść ryby innym ptakom morskim np. maskonurom.

## Status i ochrona
Międzynarodowa Unia Ochrony Przyrody (IUCN) uznaje rybitwę różową za gatunek najmniejszej troski (LC – Least Concern). Liczebność światowej populacji w 2015 roku szacowano na około 200–220 tysięcy osobników, natomiast liczebność populacji europejskiej na 4500–5800 dorosłych osobników. Ogólny trend liczebności populacji nie jest znany.
W Polsce jest objęta ścisłą ochroną gatunkową.
W oparciu o obrączkowania w Wielkiej Brytanii stwierdzono, że ok. 2,5% oznaczonych młodych jest zabijanych na zachodnich wybrzeżach Afryki, głównie w Ghanie, gdzie rybitwy są jadane. W koloniach lęgowych we wschodniej Afryce i na Karaibach odławia się ptaki dorosłe oraz wybiera jaja, dorosłe ptaki są także odławiane na zimowiskach w północno-wschodniej Ameryce Południowej. Inne zagrożenia dla gatunku to zaplątywanie się w sieci lub na łapanie na haki rybackie (jest to przyczyną m.in. spadku liczebności w rejonie Seszeli), a także drapieżnictwo.